# Patrimoni dell'umanità della Giordania
I patrimoni dell'umanità della Giordania sono i siti dichiarati dall'UNESCO come patrimonio dell'umanità in Giordania, che è divenuta parte contraente della Convenzione sul patrimonio dell'umanità il 5 maggio 1975.
Al 2024 i siti iscritti nella Lista dei patrimoni dell'umanità sono sette, mentre quattordici sono le candidature per nuove iscrizioni. I primi due siti iscritti nella lista sono stati nel 1985 Petra e Qusayr Amra, durante la nona sessione del comitato del patrimonio mondiale. Gli altri siti furono aggiunti nel 2004, 2011, 2015, 2021 e 2024. Sei siti sono considerati culturali, secondo i criteri di selezione, uno misto.
La Città Vecchia di Gerusalemme, oggi contesa tra Israele e Palestina, fu proposta come patrimonio dell'umanità nel 1981 dalla Giordania, che ritirò le sue pretese sulla città nel 1988.

## Siti del Patrimonio mondiale
| Foto | Sito                                                           | Luogo                      | Tipo                        | Anno | Descrizione |
| ---- | -------------------------------------------------------------- | -------------------------- | --------------------------- | ---- | --- |
|      | Petra                                                          | Wadi Musa                  | Culturale (326; i, iii, iv) | 1985 | Abitata fin dalla preistoria, questa città carovaniera nabatea, situata tra il Mar Rosso e il Mar Morto, era un importante crocevia tra Arabia, Egitto e Siria-Fenicia. Petra è per metà costruita, per metà scavata nella roccia ed è circondata da montagne crivellate di passaggi e gole. È uno dei siti archeologici più famosi al mondo, dove antiche tradizioni orientali si fondono con l'architettura ellenistica. |
|      | Qusayr Amra                                                    | Governatorato di al-Zarqa  | Culturale (327; i, iii, iv) | 1985 | Costruito all'inizio dell'VIII secolo, questo castello del deserto eccezionalmente ben conservato era sia una fortezza con una guarnigione che una residenza dei califfi omayyadi. Le caratteristiche più notevoli di questo piccolo palazzo del piacere sono la sala dei ricevimenti e l'hammam, entrambi riccamente decorati con pitture murali figurative che riflettono l'arte secolare del tempo. |
|      | Umm al-Rasas (Kastrom Mefa'a)                                  | Governatorato di Madaba    | Culturale (1093; i, iv, vi) | 2004 | La maggior parte di questo sito archeologico, nato come accampamento militare romano e cresciuto fino a diventare una città dal V secolo, non è stata scavata. Contiene resti del periodo romano, bizantino e primo musulmano (dalla fine del III al IX secolo d.C.) e un accampamento militare romano fortificato. Il sito ha anche 16 chiese, alcune con pavimenti a mosaico ben conservati. Particolarmente degno di nota è il pavimento musivo della Chiesa di Santo Stefano con la sua rappresentazione dei paesi della regione. Due torri quadrate sono probabilmente gli unici resti della pratica, ben nota in questa parte del mondo, degli stiliti (monaci ascetici che trascorrevano del tempo isolati in cima a una colonna o torre). Umm al-Rasas è circondata e punteggiata da resti di antiche coltivazioni agricole in una zona arida. |
|      | Area protetta di Uadi Rum                                      | Governatorato di Aqaba     | Misto (1377; iii, v, vii)   | 2011 | La proprietà di 74 000 ettari, iscritta come sito misto naturale e culturale, si trova vicino al confine con l'Arabia Saudita. Presenta un variegato paesaggio desertico costituito da una serie di strette gole, archi naturali, alte pareti rocciose, rampe, enormi frane e caverne. Petroglifi, iscrizioni e resti archeologici nel sito testimoniano 12 000 anni di occupazione umana e interazione con l'ambiente naturale. La combinazione di 25 000 incisioni rupestri con 20 000 iscrizioni traccia l'evoluzione del pensiero umano e il primo sviluppo dell'alfabeto. Il sito illustra l'evoluzione dell'attività pastorale, agricola e urbana nella regione. |
|      | Sito del battesimo di "Betania oltre il Giordano" (Al-Maghtas) | Governatorato di Balqa     | Culturale (1446; iii, vi)   | 2015 | Situato sulla sponda orientale del fiume Giordano, nove chilometri a nord del Mar Morto, il sito archeologico è costituito da due aree distinte: Tell Al-Kharrar, noto anche come Jabal Mar-Elias (collina di Elia), e l'area delle chiese di San Giovanni Battista vicino al fiume. Situato in un ambiente naturale incontaminato, si ritiene che il sito sia il luogo in cui Gesù di Nazareth fu battezzato da Giovanni Battista. Presenta resti romani e bizantini tra cui chiese e cappelle, un monastero, grotte utilizzate da eremiti e piscine in cui si celebravano i battesimi, a testimonianza del carattere religioso del luogo. Il sito è un luogo di pellegrinaggio cristiano. |
|      | al-Salt, luogo di tolleranza e ospitalità urbana               | al-Salt                    | Culturale (689; ii, iii)    | 2021 | A cavallo dell'ultimo quarto del XIX secolo, la città di As-Salt, a quel tempo governata dall'Impero ottomano, ha visto lo sviluppo di un movimento architettonico. Questa scuola era il risultato del lavoro pionieristico di Abdel-Rahman 'Aqruq, un "maestro di pietra" (mu'allim in arabo) che era emigrato ad As-Salt dalla vicina città di Nablus. Egli iniziò a progettare e costruire case per la nuova borghesia di Salt e divenne la personalità di spicco di un gruppo di costruttori, scalpellini e artigiani, che si raccolsero attorno al suo personaggio carismatico. Le creazioni architettoniche che derivarono da questa scuola (1869-1921) plasmarono la nuova identità di quella che divenne, in meno di cinquant'anni, la prima capitale della neonata nazione giordana (1921). Durante questo periodo, noto anche come "Età dell'oro di as-Salt", persone appartenenti a diverse tribù, religioni e culture si sono mescolate in uno spazio urbano di nuova creazione.                            |
|      | Umm el-Jimāl                                                   | Governatorato di al-Mafraq | Culturale (1721; iii)       | 2024 | Umm el-Jimāl è un insediamento rurale nel nord della Giordania che si sviluppò organicamente sul sito di un precedente insediamento romano intorno al V secolo d.C. e funzionò fino alla fine dell'VIII secolo d.C. Conserva strutture basaltiche del periodo bizantino e del primo periodo islamico che rappresentano lo stile architettonico locale della regione del Hauran, con alcuni precedenti edifici militari romani riutilizzati dagli abitanti successivi. L'insediamento faceva parte di un paesaggio agricolo più ampio che comprendeva un complesso sistema di captazione delle acque, che sosteneva l'agricoltura e l'allevamento degli animali. Le prime strutture scoperte a Umm el-Jimāl risalgono al I secolo d.C., quando l'area faceva parte del regno nabateo. Un ricco corpus epigrafico in greco, nabateo, safaitico, latino e arabo scoperto sul sito e che copre molti secoli fornisce approfondimenti sulla sua storia e fa luce sui cambiamenti nelle credenze religiose dei suoi abitanti. |

## Siti candidati
| Foto | Sito                                                                          | Luogo                      | Tipo                           | Anno       | Descrizione |
| ---- | ----------------------------------------------------------------------------- | -------------------------- | ------------------------------ | ---------- | --- |
|      | Al Qastal (insediamento)                                                      | Al Qastal                  | Culturale (1550; i, iii, iv)   | 18/06/2001 | È una delle comunità provinciali omayyadi più antiche e complete del Vicino Oriente. Conserva quasi tutte le strutture che costituivano un tipico insediamento omayyade: un palazzo residenziale principale, una moschea, un cimitero, uno stabilimento balneare, abitazioni domestiche, una notevole diga agricola, un serbatoio principale e dozzine di cisterne più piccole. |
|      | Santuario di Agios Lot, presso Deir 'Ain 'Abata                               | Safi                       | Culturale (1551; i, iii, iv)   | 18/06/2001 | Il Santuario di Agios Lot è costituito da un complesso monastico bizantino sovrastato da un certo numero di celle di eremiti. Il punto focale è una chiesa basilicale con tripla abside costruita intorno a una grotta naturale che i primi cristiani credevano fosse il luogo in cui Lot e le sue figlie si rifugiarono dopo la distruzione di Sodoma. La chiesa è fiancheggiata a sud da un grande serbatoio e a nord da un refettorio con forno, ostello per pellegrini e camera funeraria comune. |
|      | Castello di Shaubak (Montreal)                                                | Shaubak                    | Culturale (1552; i, iii, iv)   | 18/06/2001 | Il castello di Shaubak fu costruito sulla sommità di una collina conica dal re crociato Baldovino I nel 1115 d.C. con il duplice scopo di estendere l'area dell'insediamento franco a est del Mar Morto e di controllare la strada del deserto, attraverso la quale si muovevano le carovane tra la Siria a nord e il Mar Rosso e l'Egitto nel sud. Il primo castello crociato ad occupare il sito impiegò solo diciotto giorni per essere costruito e per commemorare il coinvolgimento personale del re nella sua costruzione. |
|      | Qasr Bshir (un castellum romano)                                              | Al Qatraneh                | Culturale (1553; i, iii, iv)   | 18/06/2001 | Notevolmente ben conservato, questo castellum si erge come un monumentale promemoria della potenza di Roma a lungo invitta in questa frangia sud-orientale dell'Impero. Il forte si trova al centro di una depressione poco profonda in un'ampia pianura ondulata, tagliata da numerosi letti di uadi poco profondi, tutti drenanti a ovest fino a Wadi Mujib. Dalla sommità delle sue torri il forte domina la regione circostante, con una vista eccellente in tutte le direzioni tranne il sud. Da qui sarebbe stato monitorato tutto il movimento attraverso la pianura o attraverso le colline a est. A ovest, la fertile regione abitata dell'altopiano moabita è visibile oltre il Wadi Mujib. |
|      | Pella (moderna Tabaqat Fahl)                                                  | Tabaqat Fahl               | Culturale (1554; i, iii, iv)   | 18/06/2001 | Per quanto impressionanti possano essere, i resti architettonici oggi visibili nel sito rappresentano solo alcuni degli antichi periodi durante i quali Pella fu abitata. La maggior parte delle strutture visibili risalgono al periodo romano, bizantino e islamico (dal II al XIV secolo d.C.) sebbene Pella fosse permanentemente abitata, o utilizzata come sito stagionale di caccia, accampamento, raccolta di selci o pastorizia durante quasi tutti i precedenti periodi storici e preistorici: ellenistico, persiano, età del ferro, età del bronzo, calcolitico, neolitico e paleolitico. |
|      | Qasr Al-Mushatta                                                              | Zizya                      | Culturale (1555; i, iii, iv)   | 18/06/2001 | Qasr (Palazzo) Al-Mushatta, il più grande e ambizioso dei palazzi degli Omayyadi in Giordania, è circondato da un muro di cinta quadrato di 144 metri su ciascun lato, comprese 25 torri semicircolari, ed è visivamente sorprendente a causa del colore arancione dei mattoni utilizzati nella sua costruzione. Quando si passa attraverso l'unico portale d'ingresso, nel muro meridionale, i resti tentacolari suggeriscono lo splendore di breve durata di Mushatta. |
|      | Città di Abila (moderna Quwaylibah)                                           | Governatorato di Irbid     | Culturale (1557; i, iii, iv)   | 18/06/2001 | Il sito di Abila è ben posizionato, sorvegliato da uadi, circondato da ricco terreno agricolo tutt'intorno e benedetto dall'essere su rotte commerciali ben percorse che lo collegano con altre città della Decapoli. Tell Abil e Khirbet Um El'Amad sono il sito della parte centrale della città. I pendii circostanti sono ricoperti di tombe a nido d'ape e alcune prove dell'insediamento umano sono state trovate anche a nord di Abila. Colonne megalitiche salutano il visitatore a Um el-'Amad ("la madre delle colonne"). Le colonne sono forse una parte di un edificio precedente che era stato trasformato in una basilica. |
|      | Gadara (moderna Umm Qais)                                                     | Umm Qais                   | Culturale (1558; i, iii, iv)   | 18/06/2001 | L'antica città classica di Gadara, membro della Decapoli, è uno dei siti dell'antichità più spettacolari della Giordania, sia per le numerose rovine di basalto nero e pietra calcarea bianca, sia per l'imponente scenario della città affacciato sulla Valle del Giordano, sul Mar di Galilea. L'ampio sito presenta decine di monumenti in piedi e ancora sepolti che coprono un'area di diversi ettari. Questi includono tombe scavate nella roccia con ornamenti architettonici, facciate e iscrizioni greche, due teatri, una basilica e un cortile su un terrazzo semi-artificiale, una strada fiancheggiata da un lato da botteghe con volte a botte, le fondamenta del mausoleo settentrionale con annesse tracce delle antiche fortificazioni cittadine, un mausoleo sotterraneo di epoca romana con atrio absidale e criptoportico, due complessi termali bizantini, la monumentale porta d'ingresso e tracce di un possibile stadio. |
|      | Città archeologica di Gerasa (antico luogo d'incontro di Oriente e Occidente) | Jerash                     | Culturale (1856; iii, iv)      | 13/01/2004 | Gerasa esisteva già in epoca neolitica come i ritrovamenti archeologici confermano e molto probabilmente continuò ad essere abitata anche durante l'età del bronzo e quella del ferro. Grazie alla presenza del fiume Wadi Jerash la città divenne assai fiorente e sopravvisse ai secoli, arricchendosi di monumenti imponenti, come mostrano i resti che affiorano oggi che appartengono ad un ventaglio storico che va dall'età del bronzo a quella romana. |
|      | Riserva della biosfera di Dana                                                | Governatorato di al-Tafila | Misto (5155; iv, vii, viii, x) | 11/05/2007 | La Riserva di Dana è un sistema di montagne e uadi, che si estende dalla Rift Valley orientale alle pianure desertiche di Wadi Araba, con un dislivello di oltre 1600 metri. La riserva abbraccia 3 grandi zone biogeografiche e quattro distinte zone di vegetazione. Questa varietà condensata di morfologie e habitat, combinata con impressionanti cambiamenti di altitudine, si traduce in una vasta diversità biologica. Il numero totale di specie registrate finora è composto da 690 piante, di cui 3 nuove per la scienza e 449 animali. Molti di questi sono ormai molto rari e alcuni minacciati di estinzione. |
|      | Azraq                                                                         | Azraq                      | Misto (5156; iv, v, x)         | 11/05/2007 | Azraq ha una zona umida unica situata nel cuore dell'arido deserto giordano. Contiene diversi stagni, una palude allagata stagionalmente e una grande distesa fangosa. Una grande varietà di uccelli visitano la riserva ogni anno, fermandosi per un breve riposo durante la loro lunga migrazione tra l'Africa e l'Europa; oppure rimangono per l'inverno e alcuni si riproducono nella zona umida. La principale caratteristica archeologica nella riserva umida di Azraq sono i resti del muro romano che risale al 300 d.C. L'area era anche abitata dagli arabi omayyadi, come provato dai castelli del deserto intorno all'area della riserva. |
|      | Riserva naturale di Mujib                                                     | Governatorato di al-Karak  | Naturale (5158; vii, viii)     | 11/05/2007 | Grazie allo spettacolare dislivello e alla presenza di numerosi fiumi, la riserva presenta molti habitat diversi, sostenendo un'ampia varietà di piante e animali. 412 specie di piante sono state registrate durante la prima indagine di riferimento nel 1996. Quattro specie sono state considerate nuove per la flora in Giordania, mentre sono state censite 43 specie rare, 67 piante medicinali, 12 specie velenose, 115 piante appetibili e 22 specie commestibili. 24 specie di mammiferi sono state registrate, dieci delle quali sono di particolare importanza. Essendo delimitata dalla Rift Valley, che è una delle principali rotte migratorie degli uccelli tra l'Africa e l'Europa, la riserva è strategicamente importante per la fauna selvatica a livello regionale. |
|      | Ḥarrah giordano                                                               | Governatorato di al-Mafraq | Culturale (6425; iii, v)       | 08/08/2019 | Al-ḥarrah è enormemente ricca di iscrizioni safaitiche così come delle prime iscrizioni islamiche e moderne e di arte rupestre che sono una testimonianza unica delle civiltà che un tempo vivevano in questa zona arida, inoltre, la storia geologica si è manifestata in milioni di pietre di basalto e i massi aggiungono un livello di notevole importanza naturale al sito. |
|      | Riserva marina di Aqaba                                                       | Aqaba                      | Naturale (6630; ix, x)         | 23/01/2023 | La Riserva marina di Aqaba è un esempio eccezionale di sito che ospita un ecosistema di barriera corallina ad alta biodiversità a latitudine settentrionale. L'elevata biodiversità e l'endemismo della riserva sono in gran parte dovuti alla sua posizione geografica unica all'interno del Golfo di Aqaba, che è separato dagli altri oceani da due soglie: Bab el-Mandeb che separa il Mar Rosso dall'Oceano Indiano, e gli stretti di Tiran che separa il golfo dal Mar Rosso. La riserva ospita 157 specie di coralli costruttori di barriere coralline, 120 specie di coralli molli, 500 specie di pesci e 1000 specie di molluschi; il sito riveste anche un grande interesse scientifico in quanto habitat di specie in via di estinzione come il dugongo e quattro specie di tartarughe marine. |